# Petriplatz
Der Petriplatz befindet sich zwischen Scharrenstraße und Gertraudenstraße im Berliner Ortsteil Mitte und historischen Stadtteil Alt-Kölln. Er bekam seinen Namen 1809 nach der Petrikirche, die bis 1809 dort gestanden hatte. Wie der Nikolaikirchplatz in Alt-Berlin war der Petriplatz vorher Kirchhof und Standort der Petrikirche die zusammen mit der Nikolaikirche als die ältesten Kirchen Berlins gelten.

## Geschichte

### Vorgeschichte
Am 28. Oktober 1237 wurde Symeon, Pfarrer der Petrikirche zu Kölln, als Zeuge in einer Urkunde benannt. Diese Ersterwähnung wird allgemein als Geburtsdatum Berlins angesehen und gibt einen Hinweis auf die Kirche und ihren Standort. Der ersten Petrikirche folgten zwei weitere Kirchenbauten. Um die Kirche herum legte die Gemeinde einen Friedhof an, der bis 1717 bestand. Der eingeebnete Friedhof wurde gepflastert und der Öffentlichkeit freigegeben, erhielt aber noch keinen Namen.

### Der Petriplatz

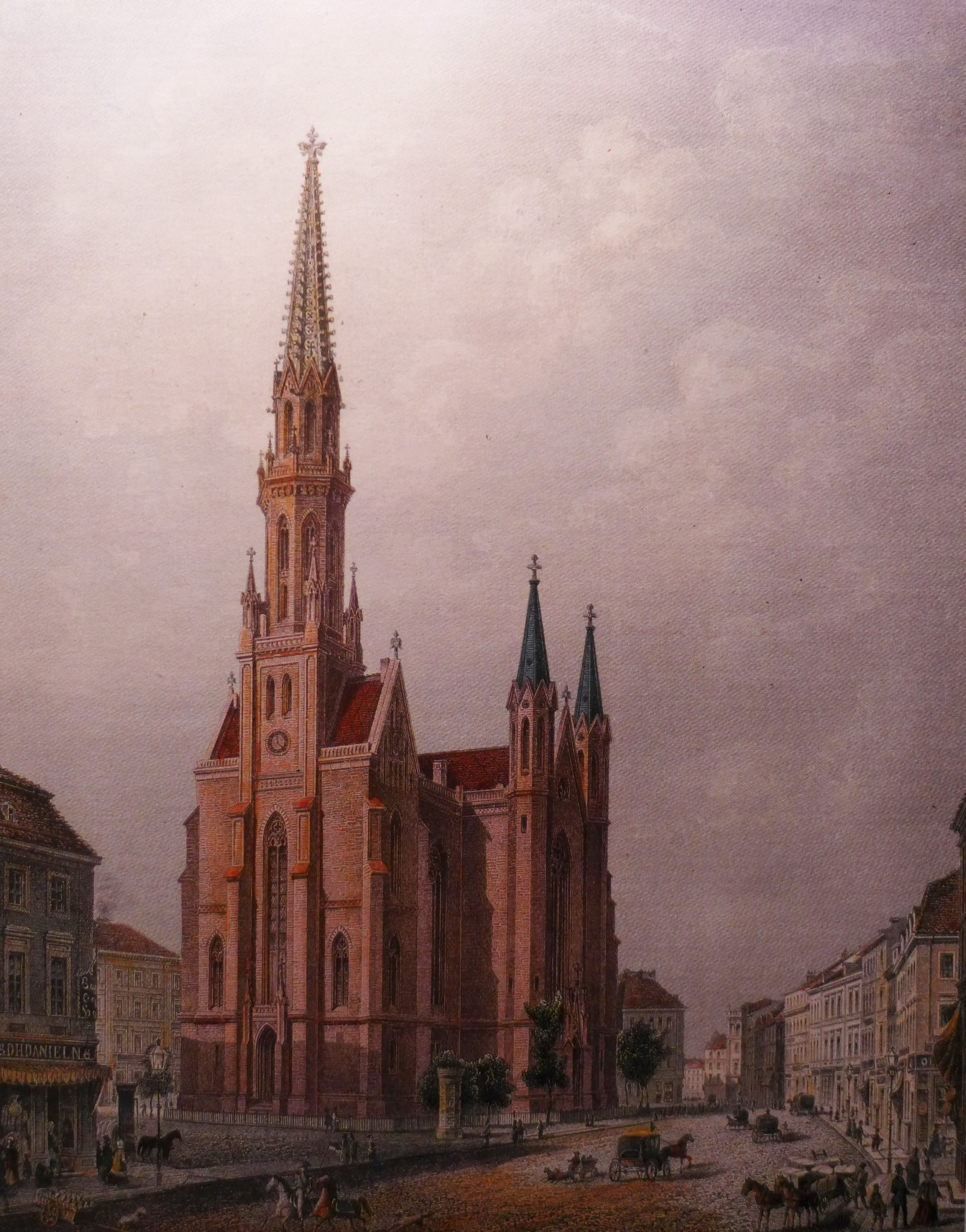
Petrikirche im 19. Jahrhundert

Als 1809 der barocke Kirchenbau abbrannte, wurden die Ruinen beseitigt und ein Platz angelegt, der den Namen Petriplatz erhielt. Erst über 40 Jahre später wurde wieder eine Petrikirche, von Johann Heinrich Strack entworfen, erbaut. Der Petriplatz war jetzt nur noch die Restfläche um die Kirche zwischen der Scharrenstraße und der Gertraudenstraße und den Baublöcken Gertraudenstraße/Köllnischer Fischmarkt (hier befand sich bis 1899 das Köllnische Rathaus) und Gertraudenstraße/Kleine Gertraudenstraße.

### Nach 1945
Nach dem Zweiten Weltkrieg war ein Großteil der Bebauung am Platz, einschließlich der Kirche auf dem Platz zerstört. Lediglich der Erweiterungsbau des Kaufhauses Rudolph Hertzog an der Ecke Brüderstraße war erhalten. Die Ruine der Petrikirche wurde 1960–1964 abgetragen. In den 1960er Jahren wurden nördlich des Petriplatzes, an der Scharrenstraße, Wohnhäuser in Plattenbauweise und das Bürogebäude für das Ministerium für Bauwesen der DDR errichtet. Südlich wurde nach Abbruch sämtlicher noch vorhandener Bebauung bis zum Spreekanal das Wohngebiet Fischerinsel errichtet. Mit dem Ausbau der Gertraudenstraße zu einer achtspurigen Verkehrstrasse wurde auch die Brüderstraße bis zur Gertraudenstraße verlängert. Die unbebauten Flächen Zwischen Breite Straße und Kleine Gertraudenstraße wurden als Parkplätze angelegt. Auf Stadtplänen trug nun der östlich der verlängerten Brüderstraße gelegene Parkplatz den Namen Petriplatz.

### Entwicklung des Petriplatzes im 21. Jahrhundert

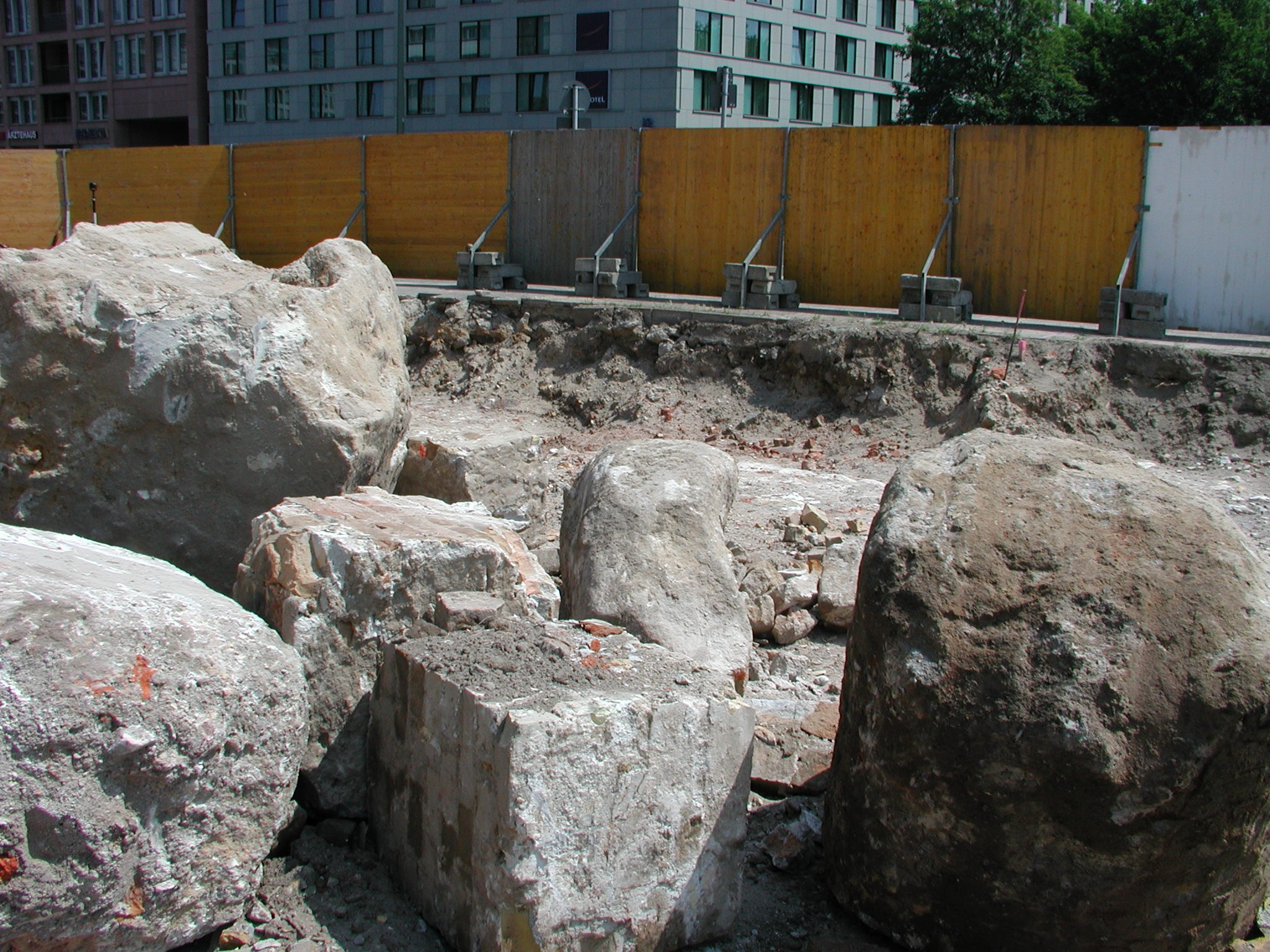
Fundamentteile der alten Petrikirche, 2008 freigelegt

Auf der Grundlage des Planwerks Innenstadt beschloss der Berliner Senat 2006 die Wiederherstellung und Bebauung des Petriplatzes, zunächst in historischen Abmessungen. Es soll ein Stadtplatz an historischem Ort entstehen, der nach dem Siegerentwurf des Wettbewerbs für Architekten und Landschaftsplaner aus dem Jahr 2012 gestaltet wird.
Archäologische Untersuchungen Anfang der 2000er Jahre waren Bestandteil der Vorbereitungen zur Wiederbebauung des Platzes.
Im Jahr 2016 stellte der Bezirk Mitte den Bebauungsplan I-218 auf, dessen Geltungsbereich den Petriplatz einschließt. Nachdem die Archäologen bei den Ausgrabungen die Kellermauern der Köllnischen Lateinschule gefunden hatten, die unter der ehemaligen Platzfläche lagen, wurde die westliche Platzflucht um etwa 13 Meter nach Osten verschoben, so dass diese Grundmauern erhalten werden können und darüber das Archäologische Besucherzentrum errichtet werden konnte.
Im Frühjahr 2019 erfolgte eine Änderung dieses Bebauungsplanes, wonach der Petriplatzes als „öffentliche Verkehrsfläche besonderer Zweckbestimmung ,Fußgängerbereich’ als private Verkehrsfläche besonderer Zweckbestimmung ,Aufenthaltsbereich’“ umgewidmet werden soll. Das Gehrecht zugunsten der Allgemeinheit soll erhalten bleiben.
An der Ostseite des Platzes eröffnete 2017 das Hotel Capri. Deren Fassade am Köllnischen Fischmarkt soll mit ihrem Versprung an das Köllnische Rathaus erinnern. Im Hotel gibt es ein Archäologisches Fenster zu den Kellermauern von Bürgerhäusern der Scharrenstraße. Eine begehbare Glasplatte gibt den Blick frei auf das historische Mauerwerk. Am Petriplatz erinnern vier runde, in das Pflaster eingelassene Granitplatten an die bei den Ausgrabungen gefundenen Säulenfundamente der historischen Ratswaage an der Rückseite des Köllnischen Rathauses.

Umzug von Särgen aus der Gruft der Parochialkirche zum Petriplatz

## Archäologische Ausgrabungen
1967 wurden die ersten archäologischen Grabungen unter der Leitung von Heinz Seyer durchgeführt. Bereits damals konnten die Grundmauern der vier Kirchenbauten nachgewiesen werden. Auch Gräber bzw. Skelette legten die Archäologen frei.
In den Jahren 2007–2009 und 2015 fanden wesentlich umfangreichere Ausgrabungen statt, die den gesamten Bereich unter den ehemaligen Parkplätzen und unter der verlängerten Brüderstraße untersuchten. Grabungsleiterin war dabei Claudia Melisch. In diesem Zusammenhang wurden die Gräber von 3716 Personen entdeckt und freigelegt. Auch die Fundamente aller vier Kirchenbauten, die Grundmauern und Keller des Cöllnischen Rathauses und mittelalterlicher Bürgerhäuser wurden gefunden und dokumentiert. Auf Schautaufeln konnten sich Interessenten über die Grabungsergebnisse informieren.
Zwölf Kubikmeter Knochen, die ausgegraben wurden und keinem Skelett zugeordnet werden konnten, wurden 2012 auf dem Friedhof St. Petri-Luisenstadt in der Friedenstraße beigesetzt. Nahe der Kapelle wurde für sie ein Feld hergerichtet und zwei Stelen aufgestellt mit den Angaben, woher die Toten stammen, wann sie gestorben sind und wann sie ausgegraben wurden.
Am 29. Juni 2024 erfolgte eine festliche Überführung von Särgen aus der Gruft der Parochialkirche zum Petriplatz.

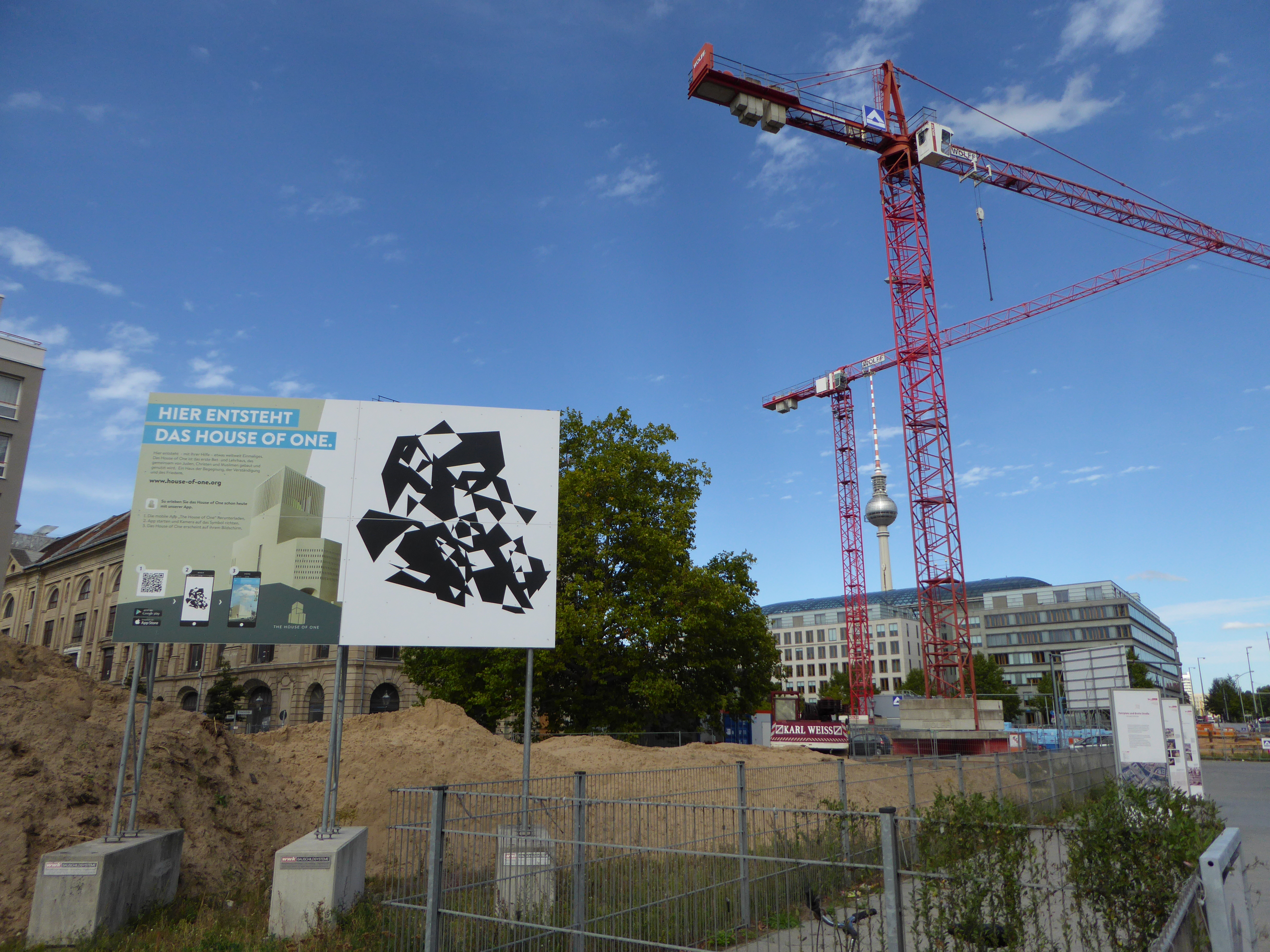
Baustelle des House of One in Berlin-Mitte am Petriplatz, 2015

## Wichtige Gebäude

### House of One
Nach einem Projekt des Landes Berlin in Zusammenarbeit mit der evangelischen Gemeinde St. Petri – St. Marien und weiterer Gruppen soll auf dem Petriplatz ein interreligiöses Gebäude namens House of One errichtet werden. Ein entsprechendes Gebäude, das gleichzeitig die am längsten mit Berlin verbundenen Religionen (Christen, Juden und Muslime) symbolisiert, entsteht nun nach einem Architekturwettbewerb. Die Bezeichnung bringt zum Ausdruck, dass fast alle Religionen der Welt einen einzigen Gott verehren, der nur jeweils einen anderen Namen trägt, es ist Der Einzige (the One).
Das gemeinsame Gebäude wird klar in drei Bereiche gegliedert und verdeutlicht damit auch baulich die Grundidee der drei Religionen in Berlin. Geplant sind tägliche Besucherführungen, auch für Schulklassen sowie die Nutzung für Symposien und auch für Privates. Die beteiligten Religionsvertreter haben eine gemeinsame Charta erarbeitet, in der Gewaltfreiheit, Solidarität und Selbstlosigkeit und Gleichberechtigung den Kern bilden.
Das Projekt des House of One – Bet- und Lehrhaus wird durch eine eigene Stiftung mit Roland Stolte als Vorsitzendem und einem Verein begleitet. Von 2018 bis Januar 2019 gab es einen Infopavillon am Rande der Baugrube, der rege genutzt wurde. Die gesamten Baukosten werden auf rund 44 Millionen Euro geschätzt (Stand Ende 2018), davon stellt der Bund zehn Millionen und die Stadt Berlin ebenfalls zehn Millionen bereit. Der Rest soll durch private Spenden und ein Crowdfunding zusammenkommen. Die Grundsteinlegung war für den 14. April 2020 geplant, den Jahrestag der Uraufführung von Lessings Drama Nathan der Weise 1783 in Berlin, musste aber wegen der Corona-Pandemie auf 2021 verschoben werden.

### Haus Petri Berlin

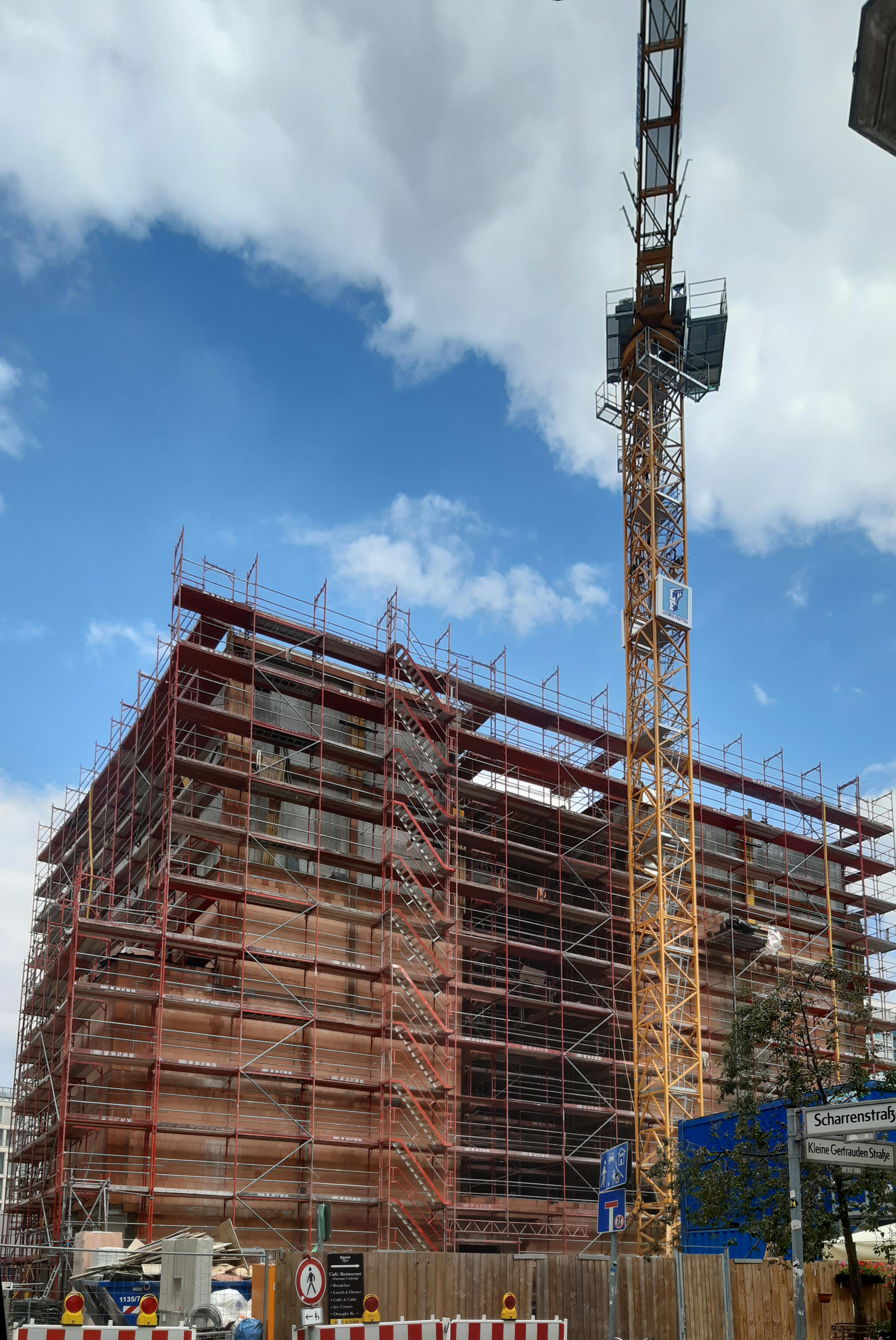
Petri Berlin,
im Sommer 2021

Nach den sensationellen archäologischen Funden wurde beschlossen, über den Fundamenten der Lateinschule ein Archäologisches Besucherzentrum zu errichten, in dem die Funde präsentiert werden, aber auch die Arbeit der Archäologen zu betrachten ist. Den im Jahr 2012 für den Bau ausgelobten Wettbewerb gewann das Büro Florian Nagler aus München, zusammen mit Christina Kautz, die die Freiflächen des Petriplatzes entwarf.
Im Jahr 2019 begannen die Bauarbeiten für das Archäologische Besucherzentrum, das eine Nutzfläche von ca. 2640 m² aufweisen wird. Ein Ossarium wird die bei den Ausgrabungen geborgenen Gebeine beherbergen und präsentieren. Im räumlichen Zusammenhang mit dem Ossarium sollen die Kirchenfundamente der Strackschen Petrikirche und angrenzende archäologische Befunde sichtbar gemacht werden. Das archäologische Besucherzentrums dient, neben der Präsentation der Grundmauern der Lateinschule sowie der Ausstellung eininger Grabungsfunde, auch zur Präsentation von Arbeitsmethoden archäologischer Tätigkeiten. In den Werkstätten werden zudem die Objekte aus der Schausammlung des Neuen Museums restauriert.
Der fünfetagige Neubau ist weiß abgeputzt, mit einem vierachsigen Risaliten versehen und mittels eines Flachdaches abgeschlossen. Der Zugang ist barrierefrei.
Das Haus bekam den Namen Petri Berlin und war 2023 im Rohbau fertiggestellt. Die Eröffnung erfolgte am 24. Juni 2025. Nun können die Besucher im Untergeschoss die Fundamente der Cöllnischen Lateinschule (um 1400) anschauen, durch ein großes Fenster auf der Westseite die letzten erhaltenen historischen Gebäude an der Gertraudenstraße erkennen. In allen Besucheretagen sind in großen (Schau-)Fenstern auffällige Objekte platziert. Im zweiten Stock befindet sich die Werkstatt der Konservatoren, die nicht öffentlich ist. Die dritte und vierte Etage beherbergt Arbeitzsräume für Foscher und das Depot.
Die Arbeitsräume der Archäologen, die sowohl für das Museum für Vor- und Frühgeschichte als auch für das Landesdenkmalamt tätig sind, sind hinter einer großen Glaswand im Erdgeschoss platziert und die Gäste können bei deren Arbeit zusehen. Nach Intention des Leiters, Matthias Wemhoff, richtet sich das Haus nicht an Touristen, sondern vorrangig an „Berlinerinnen und Berliner, die an sämtlichen archäologischen Grabungen in Berlin stets großes Interesse gezeigt haben.“ Der Eintritt ist kostenpflichtig und kann wochentags zwischen 9 und 17 Uhr, an Wochenenden von 10 bis 18 Uhr erfolgen.